# Нагель, Франц Егорович
Нагель, Франц Егорович фон (26 мая (7 июня) 1816 — 16 (28) марта 1871) — русский печатник, типограф и полиграфист, издатель и педагог, управляющий типографией Императорской Академии наук, статский советник.

## Биография
Происходил из купеческого сословия. Гамбургский уроженец, переселившийся в Россию и перешедший в русское подданство. Отец — Георг-Франц-Зебастус фон Нагель, владелец ревельской торговой конторы по закладам и выкупам, содержавший во второй половине 1810-х годов в Санкт-Петербурге патрикулярную типографию. Мать — Елизавета Марковна. Возможно, родственник статского советника Егора Егоровича Нагеля.
Состоял в русской службе с 20 февраля 1840 года (фактически — с 1839 года) по штатам Министерства народного просвещения, в должности факто́ра (смотрителя, он же и корректор) типографии Академии наук и, одновременно, служил в типографской школе при Академии наук учителем академических служителей и их детей, приготовляемых в наборщики.
Прослужил в академической типографии начальником производства более тридцати лет: с 1839 по 1860 год — в должности факто́ра типографии и преподавателя типографской школы; с 1860 по 1871 год — в должности управляющего типографией. Внёс значительный вклад в её техническое, кадровое и экономическое развитие, а также в развитие типографского дела в России. Неоднократно командировался в Европу для знакомства с лучшими образцами типографских машин, оборудования и шрифтов, и их приобретения для нужд академической типографии. Принимал участие в трудах по устройству Морской типографии, типографий Министерства внутренних дел и Отдельного корпуса жандармов, Санкт-Петербургской синодальной типографии, типографии Главного управления наместника Кавказского. Одновременно со службой в академической типографии, в 1860-х причислен к Министерству внутренних дел, по Общему департаменту, и назначен членом Общего присутствия Хозяйственного управления Святейшего Синода.
Согласно указу от 31 октября 1844 года, по ведомству Министерства народного просвещения, состоял факто́ром в XIV классе должности (в ранге коллежского регистратора) и высочайше был награждён обыкновенным подарком.
Сенатским указом от 29 декабря 1848 года, согласно высочайшему повелению от 14 декабря 1848 года, возведён в звание личного почётного гражданина.
Сенатским указом от 2 января 1853 года, согласно высочайшему повелению от 20 декабря 1852 года, вследствие ходатайства министра народного просвещения и по удостоению Комитета министров, возведён в звание потомственного почётного гражданина.
Приказом от 13 апреля 1854 года, по Министерству народного просвещения, объявлена благодарность Е. И. Высочества великого князя Константина Николаевича, за усердие при издании в типографии Академии наук сочинения капитан-лейтенанта флота князя Евгения Александровича Голицына.
Сенатским указом от 19 сентября 1856 года, согласно высочайшему повелению от 4 сентября 1856 года, потомственный почётный гражданин (Франц) Нагель, за безвозмездные его труды по устройству Морской типографии, награждён чином IX класса, с правами, предоставленными 50-й статьёй Свода Законов, Т. III (издание 1842 года).
Высочайшим приказом от 4 мая 1858 года № 112, по Академии наук, уволен за границу учитель детей академических служителей, приготовляемых в наборщики по типографии Императорской Академии наук, состоящий в IX классе (Франц) Нагель, в Германию, Францию и Англию, по особо возложенному на него поручению, на 3 месяца.
Высочайшим приказом от 21 июля 1860 года № 29, по Министерству народного просвещения, факто́р типографии Императорской Академии наук, состоящий в IX классе, потомственный почётный гражданин (Франц) Нагель — определяется управляющим типографией Академии наук, с утверждением в чине титулярного советника и с предоставлением ему права на дальнейшее производство в чины на общем основании.
Сенатским указом от 23 апреля 1861 года, по Министерству народного просвещения, произведён, за отличие, в чин коллежского асессора. Приказом министра народного просвещения от 31 мая 1861 года, уволен в отпуск за границу на 29 дней. По возвращении из отпуска, в том же — 1861 году, назначен членом общего присутствия Хозяйственного управления при Святейшем Синоде, с оставлением в занимаемой должности.
В том же — 1861 году, приглашён членом экспертной комиссии по шестому отделу (О предметах особого искусства) Санкт-Петербургской выставки русской мануфактурной промышленности, где работал вместе с такими известными деятелями, как В. С. Глухов, В. И. Левенштим, И. П. Сазиков, В. И. Бутовский, И. И. Горностаев и др.
Высочайшим приказом от 5 мая 1862 года № 33, по Министерству народного просвещения, командирован за границу, по делам службы — на 2 месяца, для посещения Лондонской всемирной выставки.
В 1863 году причислен к Общему департаменту Министерства внутренних дел, с оставлением в занимаемых должностях. В августе того же — 1863 года, проводил осмотр типографии и литографии Министерства внутренних дел.
Высочайшим указом от 22 декабря 1864 года, по представлению начальства об отлично-усердной службе и полезных трудах его при исполнении особо возложенного на него поручения до Кавказского края относящегося, пожалован, согласно удостоению Кавказского комитета, кавалером ордена Святой Анны 2 степени.
Сенатским указом от 20 октября 1865 года № 395, по ведомству Императорской Академии наук, производится, за выслугу лет, в надворные советники, со старшинством с 23 апреля 1865 года.
Высочайшим приказом от 16 апреля 1867 года № 6, по Министерству народного просвещения, производится, за отличие, в чин коллежского советника, со старшинством.
Высочайшим приказом от 26 июля 1867 года № 8, по Министерству народного просвещения, командируется за границу по делам службы, управляющий типографией Академии наук коллежский советник Нагель — на два с половиной месяца, для посещения Парижской всемирной выставки. По поручению Комитета правления Академии наук, занимался закупкой нового типографского оборудования.
1 января 1868 года был награждён орденом Святого Станислава 2 степени с императорской короной.
Высочайшим приказом от 19 мая 1869 года № 8, по Министерству народного просвещения, командируется за границу, по делам службы, управляющий типографией Академии наук, коллежский советник Нагель — на три месяца.
Приказом министра народного просвещения от 30 мая 1870 года № 9, уволен в отпуск за границу, на два месяца, по болезни, с 15 июня 1870 года.
Высочайшим приказом от 19 сентября 1870 года № 4, по Духовному ведомству православного исповедания, производится, за отличие по службе, из коллежских в статские советники — член Общего присутствия Хозяйственного управления при Святейшем Синоде Франц Нагель, со старшинством.
В том же — 1870 году, от Академии наук, вместе с академиком А. В. Никитенко, делегирован в комиссию Министерства народного просвещения по рассмотрению вопроса о создании на базе типографий ряда министерств и ведомств единой государственной типографии.
Приказом министра внутренних дел от 3 декабря 1871 года № 58, исключается из списков умерший, состоявший при министерстве, статский советник Нагель, с 16 марта 1871 года.
Приказом обер-прокурора Святейшего Синода от 8 апреля 1871 года № 10, исключается из списков умерший, член Общего присутствия Хозяйственного управления при Святейшем Синоде, статский советник Нагель, с 16 марта 1871 года.

## Издания
- Полевой Н. А., Полевой К. А. История Наполеона / Соч. Николая Полевого. Т. 1-5. — СПб: Изд. М. Ольхин и Ф. Нагель, 1844—1848. Прим.: 2-5 тома напечатаны в тип. Академии наук.

- Фольгер В. Ф. Руководство к первоначальному изучению всеобщей истории / С предисловием и в переводе П. М-чь [Павла Максимович]. — СПб: Изд. Ф. Е. Нагель, 1847[4]. Прим.: тоже издание в 1846—1848 гг. напечатано в тип. Академии наук.

## Общественная и коммерческая деятельность
По должности факто́ра типографии состоял кассиром (управляющим) Вспомогательной кассы при типографии Академии наук в пользу служащих в типографии и словолитне лиц и их семейств, высочайше учрежденной 11.01.1852 года.
По воспоминаниям известного журналиста и издателя А. В. Страчевского, хорошо знавшего Ф. Е. Нагеля, он был известен в книготорговых и издательских кругах, имел «разные книжные дела и предприятия», был падок «на предприятия, где можно было нажить копейку», и в 1853 году вел переговоры с Александром Ивановичем Варгуниным, совладельцем Невской писчебумажной фабрики, о приобретении за 10 000 руб. серебром нераспроданных экземпляров и прав на продолжение издания многотомного «Справочного Энциклопедического словаря», которые не увенчались успехом.
В начале 1860-х годов занимался продажей угольных карманных фильтров для очищения воды. Рекламные объявления о них сообщают, что контора Ф. Е. Нагеля по продаже фильтров находилась в здании типографии Академии наук, на Васильевской острове, на углу 9-й линии и Большого проспекта, в доме № 12.
Состоял пайщиком книготоргового издательства под фирмой товарищества «Общественная польза», высочайше утвержденного 11.03.1860 года. В годовом общем собрании от 15.06.1867 года избран депутатом от пайщиков для ревизии годового отчёта товарищества за 1866 год.
С 1866 года — член-учредитель и кассир с.-петербургского общества «Бережливость» (общества пайщиков-потребителей). Принимал посетителей (вкладчиков) в своей конторе на Васильевском острове, на углу 9-й линии и Большого проспекта, в типографии Академии наук.
Член-учредитель Общества типографов С.-Петербурга и бессменный председатель правления Вспомогательной кассы общества в 1866—1871 годах.

## Сочинения
Итогом 30-летней деятельности Ф. Е. Нагеля по модернизации и совершенствованию работы академической типографии стала подготовка им сочинения «Образцы шрифтов типографии и словолитни Императорской академии наук: „Отче наш“ и другие тексты, на 325 языках и наречиях», изданного Академией наук специально по случаю Всероссийской мануфактурной выставки 1870 года в С.-Петербурге. Эта книга, сразу же ставшая библиографической редкостью, с образцами русских типографских шрифтов, представляла собой образец русского типографского искусства и печатного дела того времени.
В предисловии к изданию Ф. Е. Нагель писал: «Академическая типография представляет на выставку, как образцы своего искусства, несколько изданий отпечатанных ею в последнее время. Кроме того, она приготовила, собственно для выставки, настоящую книгу („Образцы шрифтов типографий и словолитни Императорской Академии наук“) с тем, чтобы показать разнообразие своих шрифтов и различные применения типографского станка к тем или другим потребностям жизни».
Столичные издания писали: «Господину Нагелю, управляющему академической типографией, пришла счастливая мысль напечатать книгу, которая показала бы всё разнообразие шрифтов в управляемой им типографии и различные применения типографского станка к тем или другим потребностям жизни. Книга эта, по словам „С.-Петербургских ведомостей“, будет на мануфактурной выставке. В ней напечатана молитва „Отче наш“ и некоторые другие тексты на 325-ти языках и наречиях всех частей света; для каждого языка отведена особая страница in-quatro, в изящном бордюре, более или менее соответствующем по рисунку начертаниям разных шрифтов. Начинается древнеславянским языком по Остромирову Евангелию; вообще славянским языкам отдано предпочтение по месту. Затем следуют разные образцы шрифтов, наборных нот, полихромического печатания, самотиснения предметов и, наконец, рельефного печатания, в числе применений которого заслуживает особенного внимания печатание для слепых. Самотиснение предметов представляют древесные листы; для этого берется лист, и растения вдавливаются в свинец, делается матрица, и лист выходит совершенно натуральным со всеми мельчайшими жилками. Вообще книга эта очень интересна, как наглядное обозрение современного состояния типографского искусства. Напечатана она всего в 200 экземплярах и в продажу не поступит».
В официальном извещении от 9.07.1870 года Комитет экспертов Всероссийской мануфактурной выставки в С.-Петербурге отнес сверх конкурса выставки (как казённое предприятие) ко второму разряду (соответствующему серебряной медали) типографию Императорской Академии наук — «за вполне удовлетворительное печатание книжных работ, в особенности за тщательное и изящное издание сочинений Державина, а также за почтенную известность, какою типография эта пользуется по печатанию научных и преимущественно математических сочинений». О таковом заключении комитета экспертов управляющий министерством финансов генерал-адъютант Грейг сообщил управляющему министерством народного просвещения, товарищу министра, выразив с тем вместе искреннюю благодарность Министерству народного просвещения за содействие, оказанное к обогащению Всероссийской мануфактурной выставки произведениями типографии Императорской Академии наук.

## Семья и семейные связи
Родной брат Маргариты-Эмилии Францевны (Егоровны) Смирдиной, урождённой фон Нагель (1808 — 24 ноября 1856), супруги знаменитого книгоиздателя и книготорговца Александра Филипповича Смирдина (21 января 1795 — 16 сентября 1857) и дядя их сына, книгоиздателя и книготорговца, с.-петербургского 3-й гильдии купца Александра Александровича Смирдина (1834 — 16 июня 1862), которому в 1854—1856 годах помогал открыть известный книжный магазин и издательство «А. Смирдин (сын), Генкель и К°» на набережной р. Мойки, у Полицейского моста, и поначалу финансировал работу редакции газеты «Сын отечества», в 1856 году открывшей контору в книжном магазине Смирдина.
Был женат. В браке имел трёх сыновей и дочь.

## Жена
Шарлотта фон Нагель (17 августа 1820 — 28 октября 1899) — вдова статского советника.

### Дети
- Вольдемар фон Нагель (13 марта 1843 — 4 июня 1896) — издатель, деятель русского революционного движения. Первоначальное образование получил в 1-й С.-Петербургской мужской гимназии. В начале 1860-х годов, после закрытия С.-Петербургского университета, поступил учиться в Гейдельбергский университет, где сблизился с местной русской колонией. Вместе с другими русскими студентами-гейдельбержцами, в 1862—1863 годах участвовал в организации и деятельности Гейдельбергской читальни, ставшей, по существу, либеральным политическим клубом[12]. Состоял в переписке с лидером русской революционной эмиграции — А. И. Герценым, участвовал в литографировании и распространении написанного Н. П. Огарёвым адреса императору Александру II, с требованием созыва Земского собора. По окончании университета в Гейдельберге, возвратился в Россию, в 1866—1868 годах был привлечен к следствию по делу о гейдельбергской русской читальне и распространении революционной пропаганды, и, как иностранный подданный, выслан за границу. Впоследствии получил разрешение вернуться и открыл в С.-Петербурге своё издательство.

- Адольф фон Нагель (20 августа 1844 — 15 октября 1870) — губернский секретарь, чиновник Министерства финансов. В 1868 году окончил курс физико-математического факультета Императорского С.-Петербургского университета, по разряду естественных наук, со званием действительного студента[13]. Определен на службу в Министерство финансов канцелярским чиновником Департамента торговли и мануфактур. Сенатскими указами от 2.12.1868 года и от 14.01.1869 № 2, по Департаменту торговли и мануфактур, и приказом министра финансов от 24.03.1869 № 5, утверждён в чине губернского секретаря, по званию действительного студента Императорского С.-Петербургского университета, со старшинством с 1 апреля 1868 года.

- Оскар фон Нагель (? — ?) — воспитанник 1-й С.-Петербургской мужской гимназии. В силу болезни, не сдал вовремя выпускной гимназический экзамен, и, согласно прошения, в августе 1867 года был допущен к сдаче гимназического курса в 3-й С.-Петербургской мужской гимназии.

- Шарлотта Францевна Прейшгоф, урождённая Нагель (? — 20 октября 1916) — купчиха. С 1868 года была замужем за с.-петербургским 2-й гильдии купцом Ричардом-Конрадом Прейшгофом, прусским подданным, занимавшимся комиссионерством.